# Rina Chikano

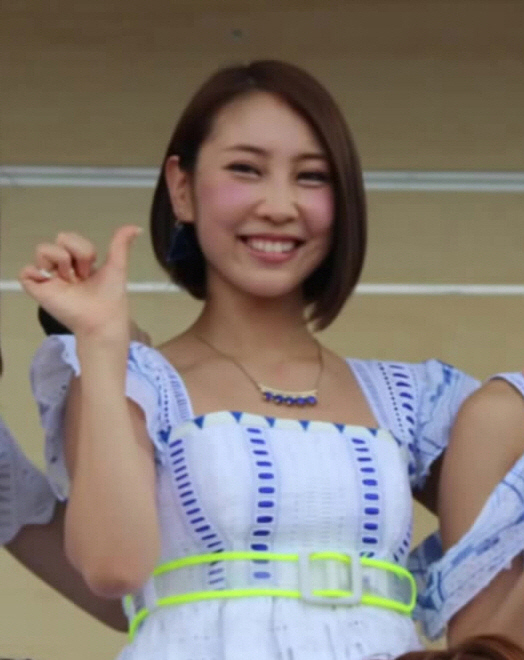
Rina Chikano en 2013

Rina Chikano (近 野 莉 菜 Chikano Rina, nacida en Tokio, el 23 de abril de 1993) es una cantante japonesa que reside en Indonesia, además forma parte de un grupo musical indonesio llamado JKT48, creada en Japón. Anteriormente fue integrante de AKB48. Fue además la quinta generación de AKB48 en el 2007.

## AKB48 Senbatsu Elections
- 1st Senbatsu Election - Tidak Berperingkat
- 2nd Senbatsu Election - Tidak Berperingkat
- 3rd Senbatsu Election - Tidak Berperingkat
- 4th Senbatsu Election - Tidak Berperingkat
- 5th Senbatsu Election - Tidak Berperingkat
- 6th Senbatsu Election - Tidak Berpartisipasi

## AKB48 Turnamen Janken (Batu Gunting Kertas)
- 1st Janken Taikai - #13 (Kalah dari Sato Sumire)
- 2nd Janken Taikai - Babak 2 (Kalah dari Shinoda Mariko)
- 3rd Janken Taikai - Babak 3 (kalah dari Takeuchi Miyu)
- 4th Janken Taikai - Babak 3 (Kalah dari Fujie Reina)

## Riwayat Tim
- AKB48 Kenkyuusei → Team K → Team B → Team K → JKT48 → Team KIII
  - Bergabung dengan AKB48 sebagi siswi pelatihan pada Oktober 2007
  - Dipromosikan ke team K pada 26 Maret 2009
  - Ditransfer ke team B pada 23 Agustus 2009 (2009 Team Shuffle)
  - Ditransfer ke team K pada 24 Agustus 2012 (Tokyo Dome Team Shuffle)
  - Ditransfer ke JKT48 pada 24 Februari 2014 (AKB48 Group Daisokaku Matsuri)
  - Dipromosikan ke team KIII pada 11 Juni 2014 (JKT48 6th Single "Gingham Check" Launching Concert)

## Penampilan dengan AKB48

### Single

#### AKB48 Sisi-A
- Chance no Junban

#### AKB48 Sisi-B
- Hikoukigumo 「ひこうき雲」 (Theater Girls)
- Boku no YELL 「僕のＹＥＬＬ」 (Theater Girls)
- Nakeru Basho (Beginner)
- Love Jump (Chance no Junban)
- Area K (Sakura no Ki ni Narou)
- Hito no Chikara (Everyday, Katyusha)
- Vamos (Kaze wa Fuiteiru)
- Yobisute Fantasy (Ue Kara Mariko)
- Jung ya Freud no Baai (GIVE ME FIVE!)
- Mitsu no Namida (Manatsu no Sounds Good!)
- Ano Hi no Fuurin (Gingham Check)
- Scrap & Build (UZA)
- Watashitachi no Reason (Eien Pressure)
- Yuuhi Marie (So long!)
- How come? (Sayonara Crawl)
- Sasameyuki Regret (Heart Ereki)
- Koi to ka... (Mae Shika Mukanee)

## Penampilan Dengan JKT48

### Single

#### JKT48 Sisi-A
- Papan Penanda Isi Hati (Senbatsu)
- Angin sedang Berhembus (Senbatsu)

#### JKT48 Sisi-B
- Lucky Seven (Papan Penanda Isi Hati)
- Message on a Placard (Papan Penanda Isi Hati)
- Eien Pressure (Angin sedang Berhembus)
- The Wind is Blowing (Angin sedang Berhembus)

## Unidad

### Unit panggung resmi bersama AKB48
- Siswi pelatihan 1 (Tadaima Renaichuu)

Junai no Crescendo
- Siswi pelatihan 2 (Idol no Yoake)

Zannen Shoujo
- Team K (Saka Agari)

Ai no Iro
- Team B (Theater no Megami)

Locker Room Boy
- Team K Waiting Stage

Kataomoi no Taikakusen (Under)
Higurashi no Koi (New Units) (Under)
- Team K (Saishuu Bell ga Naru)

19nin Shimai no Uta (Revival)

### Unit panggung resmi bersama JKT48
- Team KIII (Gadis-Gadis Remaja)

Blue Rose 
Fushidara na natsu 

### Unit panggung substitusi
- "Kioku no Dilemma" 「記憶のジレンマ」 (Himawari-gumi 2nd Stage) (Masuda Yuka substitute)
- "Junai no Crescendo" 「純愛のクレッシェンド」 (Team A 4th Stage) (Minegishi Minami substitute)
- "Renai Kinshi Jourei" 「恋愛禁止条例」 (Team A 5th Stage) (Miyazaki Miho substitute)
- "Kataomoi no Taikakusen" 「片思いの対角線」 (Team B 4th Stage) (Saeki Mika substitute)
- "Zannen Shoujo" 「残念少女」 (Team B 4th Stage) (Watanabe Mayu 2nd substitute)
- "Hjimete no Jellybeans" 「初めてのジェリービーンズ」 (THEATER G-ROSSO) (Maeda Atsuko substitute)
- "Arashi no Yoru ni wa" 「嵐の夜には」 (Team B 5th Stage) (Miyazaki Miho substitute)

### Unit panggung acak
- "Ame no Dobutsuen" 「雨の動物園」 (NHK '09 Concert)
- "Itoshiki Natassha" 「愛しきナターシャ」 (Budokan Shuffle Concert)
- "Zannen Shoujo" 「残念少女」 (Yokohama Arena Concert)

## DVD
- [2009.10.23] DVD solo pertama Chikano Rina "Tropical Mermaid"
- [2010.04.29] 3D edition "Red & Blue Monogatari"

## Buku foto
- [2009.10.10] Kalender 2010 Fujie Reina & Chikano Rina

## Penampilan dalam media

### TV
- TV Tokyo - Shuukan AKB 「週刊AKB」 (2009/8/14 . 2009/8/21 . 2010/3/19 - 4/2)
- NHK - Suiensaa 「すイエンサー」 (2009/12/26)
- Chiba TV - Kinyou Kawara Han 「金曜かわら版」 (2010/3/19 . 2010/3/26)

### Radio
- AKB48 Ashita made Mou chotto 「AKB48 明日までもうちょっと」 (2009/5/11 ・ 2009/6/22 ・ 2009/7/6 ・ 2009/9/14 ・ 2010/2/22 ・ 2009/6/18)
- Bay FM - RADIO SURPRISE!! (2009/6/24 ・ 2009/8/26)
- Bay FM - ON8 (2009/10/12)
- STAR digio - AKB48 no Zenryoku de Kikanakya Dame Jyan!! 「AKB48の全力で聞かなきゃダメじゃん!」 (2009/10/28)
- NHK FM Go Go! Chicken Zu Part 2 「ゴーゴー！チキンズ　パート２」 (2010/7/26 - 2010/8/6)

### Iklan televisi
- Tokyo Gas - Anzen Today Gas Konro Hen 「安全TODAY ガスコンロ篇」 (2010/2~)

## Penampilan dan konser

### Panggung AKB48
- Team K 5th Stage "Saka Agari" (April 4, 2009 - February 21, 2010)
- Team B 5th Stage "Theater no Megami" (May 21, 2010 - )

### Musikal
- Hyper Crazy Fashion Musical 「ハイパークレイジーファッションミュージカル」(2010/3/20)

### Teater
- Plus-ism Vol.9 - Trifle 「トライフル」 (2010/7/27 - 2010/8/1, Theater Green)

### Konser
- "Live DVD wa Derudarou kedo, Yappari Name ni Kagiruze" 「ライブDVDは出るだろうけど、やっぱり生に限るぜ! AKB48夏祭り」 (August 23, 2008)
- "AKB48 Masaka, Kono Concert no Ongen wa Ryuushutsu shinai yo ne?" 「AKB48 まさか、このコンサートの音源は流出しないよね?」 (November 23, 2008)
- "Toshiwasure Kansha sai Shuffle Suru ze, AKB! SKE mo Yoroshiku ne" 「年忘れ感謝祭 シャッフルするぜ、AKB! SKEもよろしくね」 (December 20, 2008)
- "AKB48 Request Hour Set List Best 100 2009" 「AKB48 リクエストアワーセットリストベスト100 2009」 (January 18–21, 2009)
- "Kami Kouen Yotei* Shohan no Jijou Niyori, Kami Kouen ni Nara nai baai mo Arimasu node, go Ryoushou Kudasai" 「神公演予定」* 「諸般の事情により、神公演にならない場合もありますので、ご了承ください」 (April 25–26, 2009)
- "AKB48 Bunshin no Jutsu Tour" 「AKB48 分身の術ツアー」 (August 11, 2009)
- "AKB104 Senbatsu Member Sokaku Matsuri" 「AKB104選抜メンバー組閣祭り」 (August 22–23, 2009)
- "AKB48 Natsu no Saru Obasan Matsuri" 「AKB48 夏のサルオバサン祭り」 (September 13, 2009)
- "AKB48 Request Hour Set List Best 100 2010" 「AKB48 リクエストアワーセットリストベスト100 2010 with アメーバピグ」 (January 21–24, 2010)
- "AKB48 Manseki Matsuri Kibou Sanpi Ryouron" 「AKB48 満席祭り希望 賛否両論」 (March 24–25, 2010)
- "AKB48 Concert Surprise wa Arimasen" 「サプライズはありません」 (July 10–11, 2010)
- "JKT48 Gingham Check Launching Concert" (June 12, 2014)

## Lainnya
- [2010.6.19] Fujie Reina & Chikano Rina's Official Card Collection Box [Super Mira Girl☆] 「すぱみらがーる☆」